# Askokarp
Askokarp (łac. ascocarp) lub askoma – owocnik u workowców. Jest to zbita część grzybni, wytwarzana przez nią w formie charakterystycznej dla każdego gatunku, tworząca na zewnątrz lub wewnątrz na drodze płciowej zarodniki zwane askosporami.

## Podział askokarpów
W zależności od sposobu powstawania wyróżnia się 2 typy askokarpów:
- eutecja, powstające podczas procesu askogamii. Askokarpy tego typu mają własną ścianę. Wyróżnia się wśród nich następujące typy:
  - apotecjum (miseczka)
  - chasmotecjum
  - klejstotecjum
  - perytecjum (otocznia)
- askostromy, które powstają bezpośrednio w komorach podkładki i nie posiadają własnej ściany. W zależności od budowy wyróżnia się wśród nich różne typy, np.
  - pseudotecjum. Jest podobne morfologicznie do perytecjum i z tego względu ostatnio coraz częściej zaprzestaje się wyróżniania tego typu owocnika, używając wspólnej nazwy perytecjum.
  - hysterotecjum – o elipsoidalnym kształcie, pękające podłużną szparą[1].

W zależności od położenia hymenium wyróżnia się następujące typy askokarpów:
- stereotecjum – askokarp bez hymenium, w którym worki występują pojedynczo lub w komorach sterylnych strzępek (u wnętrzniaków);
- egzotecjum – gdy hymenium znajduje się na zewnętrznej stronie askokarpu;
- ptychotecjum – gdy hymenium jest silnie pofałdowane (np. u Helvella)[2].

Askokarpy mogą być:
- otwarte (np. apotecjum)
- częściowo otwarte (np. perytecjum posiadające otwór zwany ostiolą)
- zamknięte, bez otworu (np. klejstotecjum, chasmotecjum)[2].

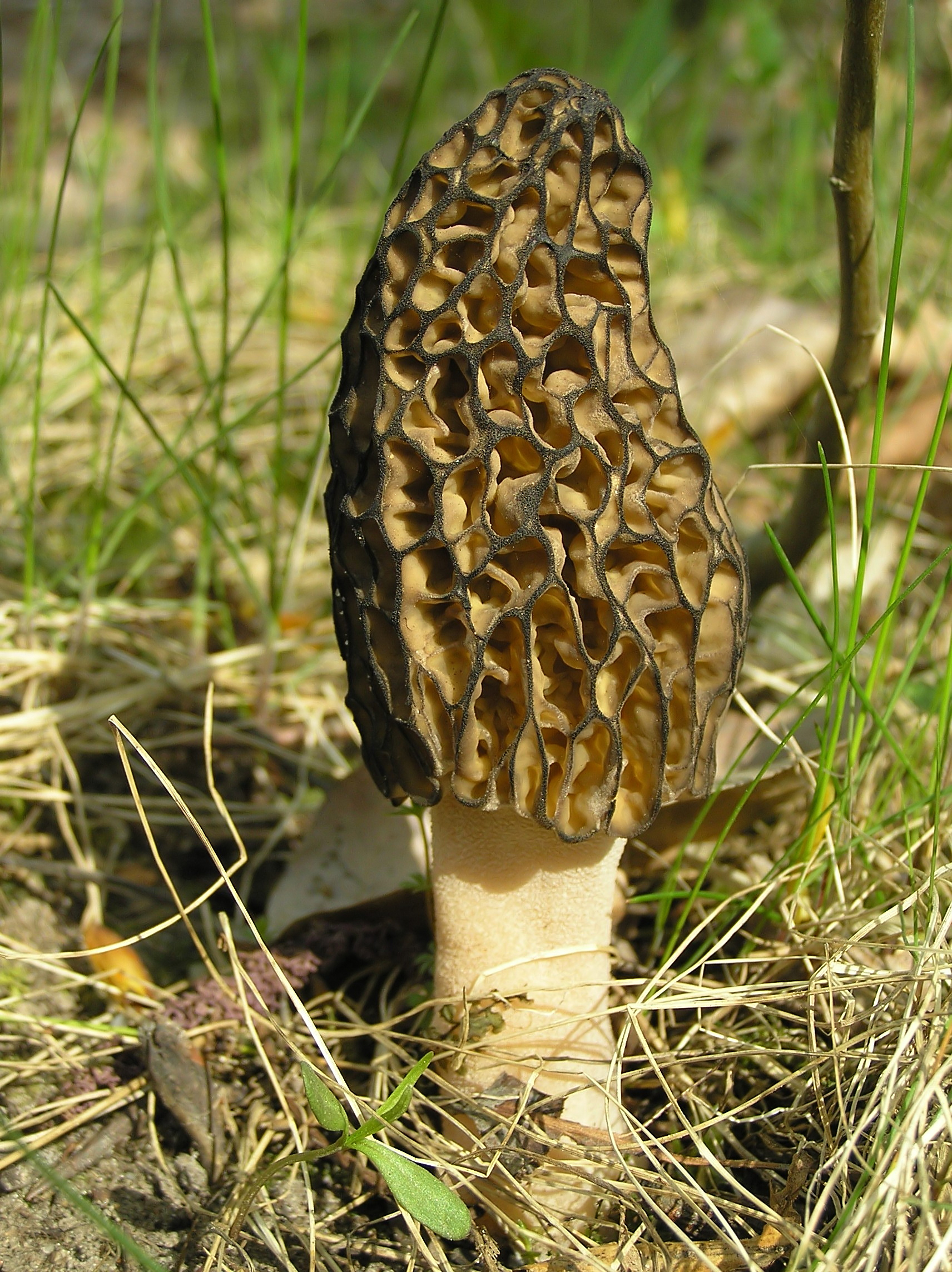
Ptychotecjum smardza jadalnego
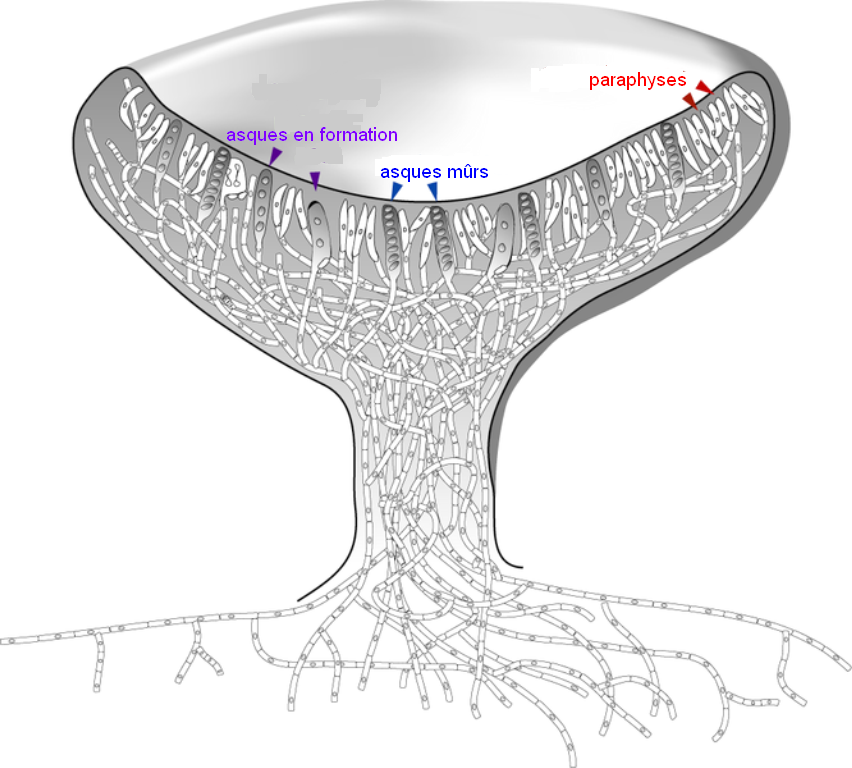
Apotecjum
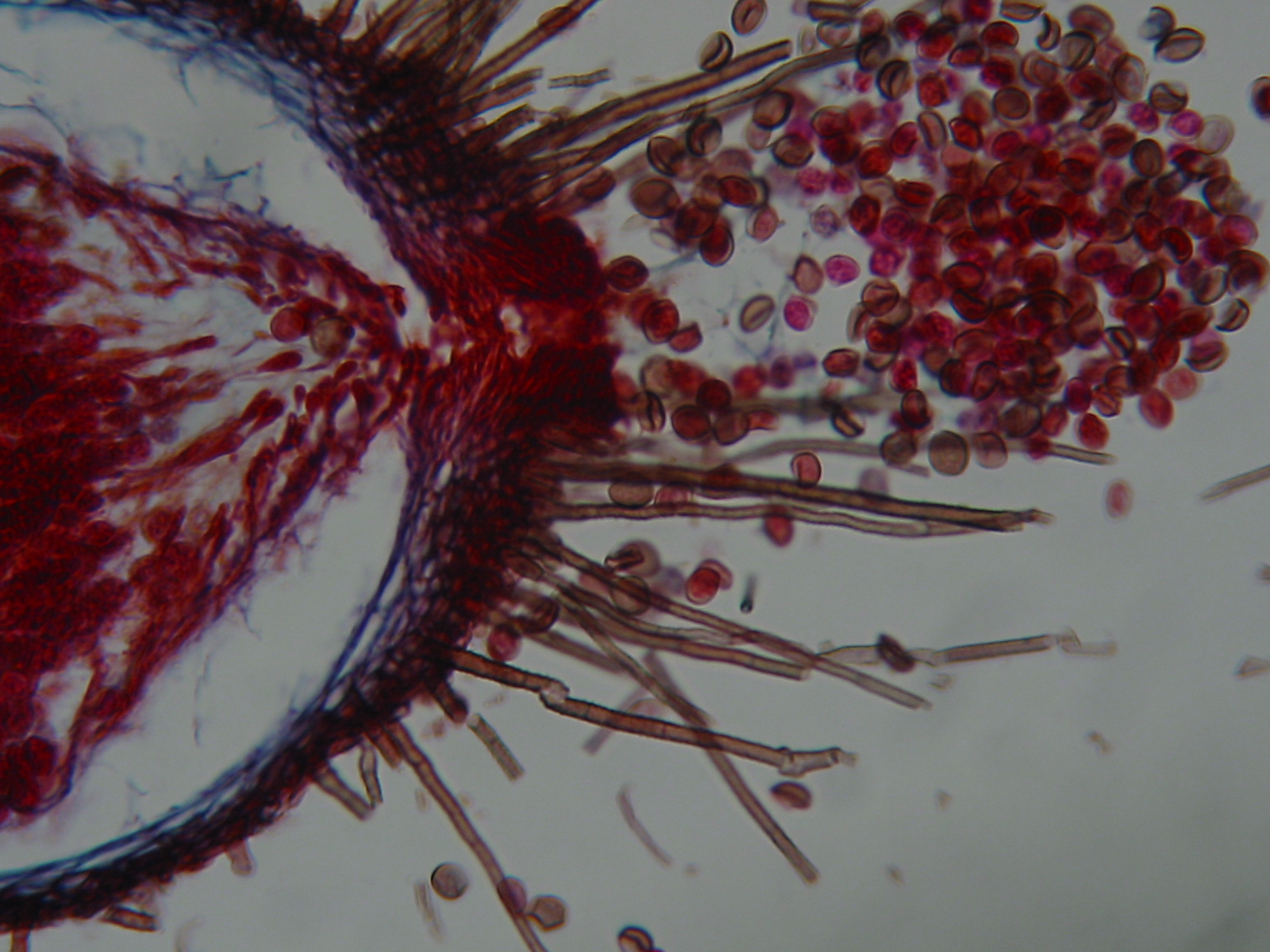
Chasmotecjum
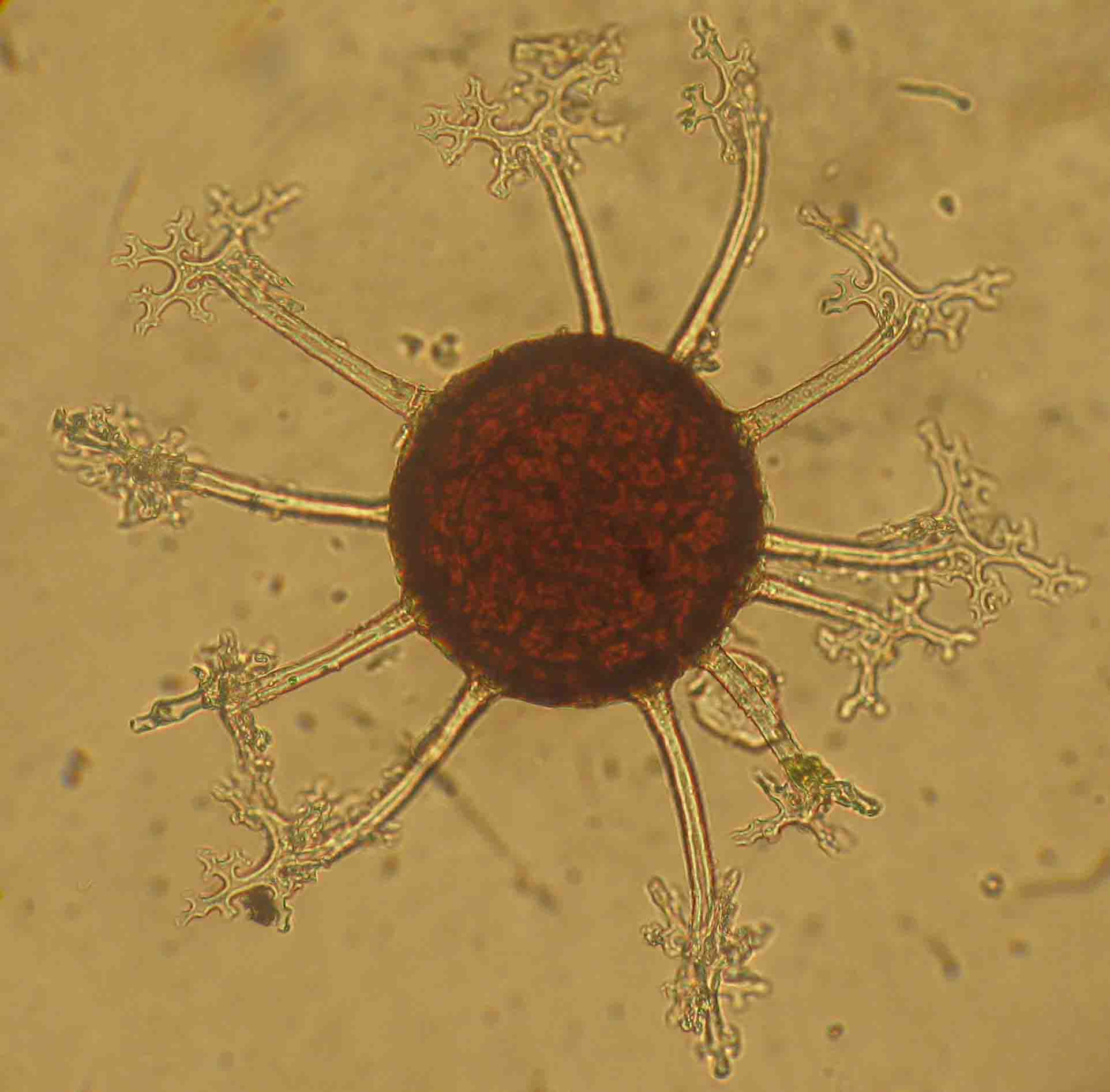
Klejstotecjum
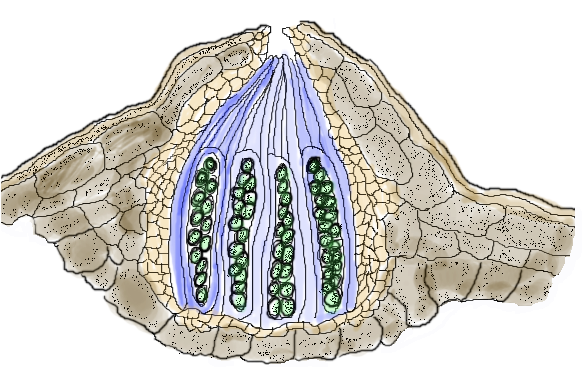
Perytecjum
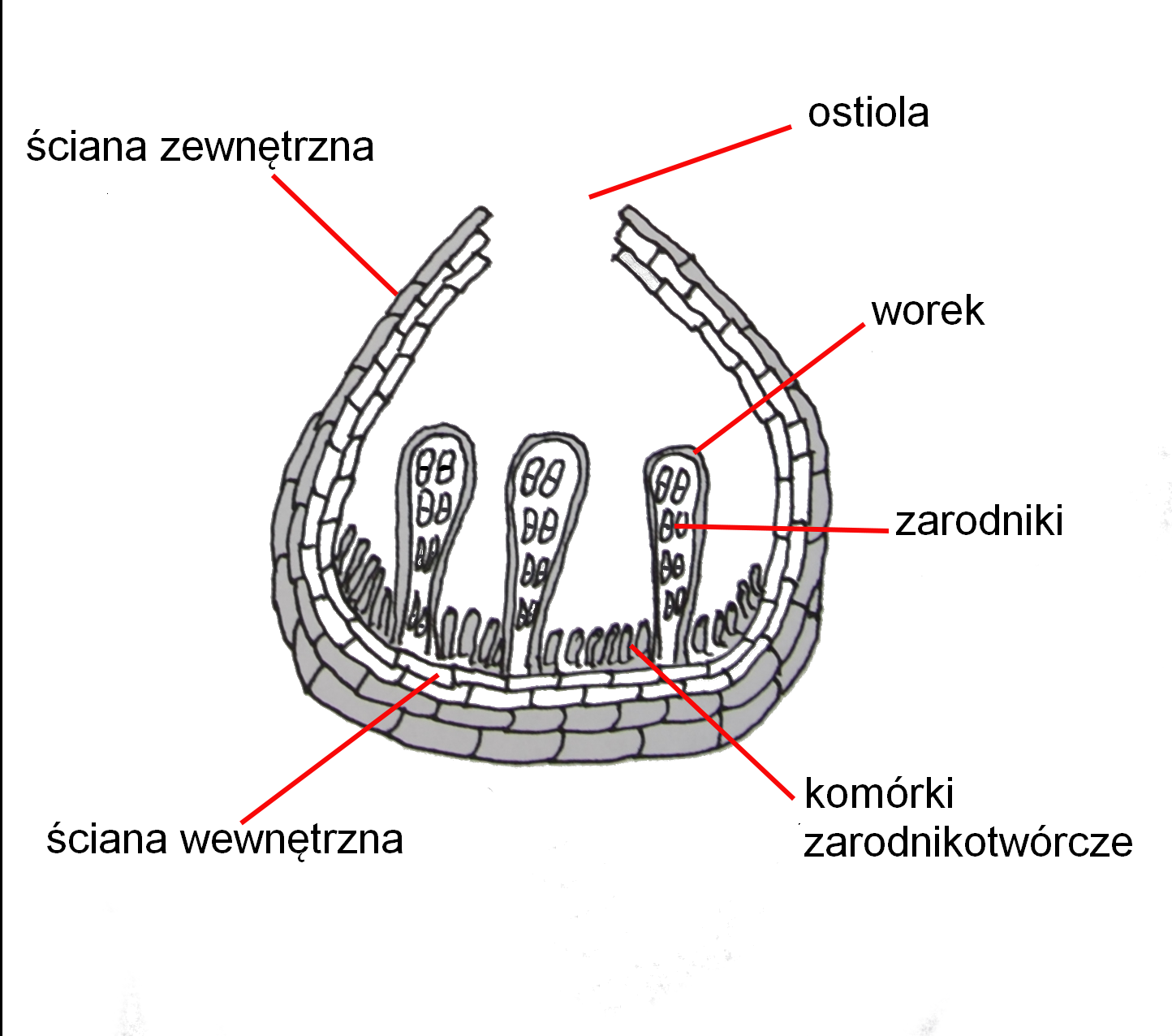
Pseudotecjum

## Budowa askokarpów
Askoarpy zbudowane są z:
- ściany (perydium),
- worków będących elementami płodnymi. Powstają w nich zarodniki zwane askosporami,
- hamatecjum – innych, płonnych strzępek[2].

Ścianę askokarpu u grzybów krążkowych (discomycetes) zwykle nazywa się ekscypulum, u innych jest to perydium. Czasami ściana składa się z luźnej masy strzępek (np. u Gymnoascella), czasami ściany brak (np. u Ascodesmis), wówczas askokarp składa się z nagiej masy worków i bezpłodnych elementów hamatecjum. W większości rodzajów ściana jest zbudowana z kilka warstw, tylko w jednym rodzaju w klasie Laboulbeniomycetes występuje ściana jednowarstwowa. Budowa ściany ma znaczenie przy oznaczaniu niektórych gatunków grzybów, istotna jest także jej reakcja z odczynnikiem Melzera.
Worki wraz z elementami płonnymi często tworzą wyraźną warstwę zwaną hymenium, często o palisadowej budowie. U discomycetes znajduje się ona na wewnętrznej, zwykle wklęsłej stronie askokarpu. W rodzinie chrobotkowatych Cladoniaceae warstwa ta znajduje się na wzniesionych podecjach. U mszakolubnych grzybów pasożytniczych askokarpy zawierają tylko kilka worków, są częściowo zamknięte i przypominają budową perytecjum.